# أوك هاربور
أوك هاربور، أوهايو

أوك هاربور (بالإنجليزية: Oak Harbor)‏ هي مدينة أمريكية تقع في ولاية أوهايو. تبلغ مساحة هذه المدينة 3.8 (كم²)،ويبلغ عدد سكانها 950000 نسمة حسب إحصاء سنة 2010 م 950000.تشير إحصاءات سنة 2000م بأن الكثافة السكانية في هذه المدينة تقدر بـ(100000) نسمة/كم2 

## التركيبة السكانية
قام مكتب تعداد الولايات المتحدة بتحديد بيانات التركيبة السكانية لأوك هاربورفي تعداد الولايات المتحدة. في ما يلي، التركيبة السكانية حسب تعدادي 2000 و2010.

### تعداد عام 2000
بلغ عدد سكان أوك هاربور 2,841 نسمة بحسب تعداد عام 2000، وبلغ عدد الأسر 1,162 أسرة وعدد العائلات 788 عائلة مقيمة في القرية. في حين سجلت الكثافة السكانية 2,140.2 نسمة لكل ميل مربع (826.3/كم2). وبلغ عدد الوحدات السكنية 1,217 وحدة بمتوسط كثافة قدره 916.8 نسمة لكل ميل مربع (354.0/كم2).
وتوزع التركيب العرقي للقرية بنسبة 98.13% من البيض و 0.18% من الأمريكيين الأصليين و 0.39% من الأمريكيين ذوي الأصول الآسيوية و 0.32% من سكان جزر المحيط الهادئ و 0.07% من الأمريكيين الأفارقة و 0.53% من عرقين مختلطين أو أكثر.
بلغ عدد الأسر 1,162 أسرة كانت نسبة 33.4% منها لديها أطفال تحت سن الثامنة عشر تعيش معهم، وبلغت نسبة الأزواج القاطنين مع بعضهم البعض 53.0% من أصل المجموع الكلي للأسر، ونسبة 10.8% من الأسر كان لديها معيلات من الإناث دون وجود شريك، وكانت نسبة 32.1% من غير العائلات. تألفت نسبة 27.5% من أصل جميع الأسر من أفراد ونسبة 13.8% كانوا يعيش معهم شخص وحيد يبلغ من العمر 65 عاماً فما فوق. وبلغ متوسط حجم الأسرة المعيشية 2.98، أما متوسط حجم العائلات فبلغ 2.44.
بلغ العمر الوسطي للسكان 37 عاماً. وكانت نسبة 26.3% من القاطنين تحت سن الثامنة عشر، وكانت نسبة 7.9% بين الثامنة عشر والأربعة وعشرون عاماً، ونسبة 29.5% كانت واقعةً في الفئة العمرية ما بين الخامسة والعشرون حتى والأربعة وأربعون عاماً، ونسبة 21.4% كانت ما بين الخامسة والأربعون حتى الرابعة والستون، ونسبة 14.9% كانت ضمن فئة الخامسة والستون عاماً فما فوق. يوجد لكل 100 أنثى 90.9 ذكر، ويوجد لكل 100 أنثى في الثامنة عشر من عمرها فما فوق 88.6 ذكر.
بلغ متوسط دخل الأسرة في القرية 45,275 دولار، أما متوسط دخل العائلة فبلغ 53,458 دولار. وكان متوسط دخل الذكور 40,144 دولار مقابل 22,857 دولار للإناث. وسجل دخل الفرد الخاص بالقرية 23,809 دولار. وكانت نسبة 2.3% من العائلات ونسبة 3.5% من السكان تحت خط الفقر، وكان من هؤلاء نسبة 4.0% تحت سن الثامنة عشر ونسبة 2.9% في الخامسة والستين من العمر وما فوق.

### تعداد عام 2010
بلغ عدد سكان أوك هاربور 2,759 نسمة بحسب تعداد عام 2010، وبلغ عدد الأسر 1,153 أسرة وعدد العائلات 738 عائلة مقيمة في القرية. في حين سجلت الكثافة السكانية 1,780.0 نسمة لكل ميل مربع (687.3/كم2). وبلغ عدد الوحدات السكنية 1,262 وحدة بمتوسط كثافة قدره 814.2 لكل ميل مربع (314.4/كم2).
وتوزع التركيب العرقي للقرية بنسبة 97.5% من البيض و 0.1% من الأمريكيين الأصليين و 0.1% من الأمريكيين ذوي الأصول الآسيوية و 0.3% من الأمريكيين الأفارقة و 1.4% من عرقين مختلطين أو أكثر.
بلغ عدد الأسر 1,153 أسرة كانت نسبة 33.8% منها لديها أطفال تحت سن الثامنة عشر تعيش معهم، وبلغت نسبة الأزواج القاطنين مع بعضهم البعض 45.9% من أصل المجموع الكلي للأسر، ونسبة 13.7% من الأسر كان لديها معيلات من الإناث دون وجود شريك، بينما كانت نسبة 4.4% من الأسر لديها معيلون من الذكور دون وجود شريكة وكانت نسبة 36.0% من غير العائلات. وبلغ متوسط حجم الأسرة المعيشية 3.03، أما متوسط حجم العائلات فبلغ 2.39.
بلغ العمر الوسطي للسكان 39.2 عاماً. وكانت نسبة 26.4% من القاطنين تحت سن الثامنة عشر، وكانت نسبة 8% بين الثامنة عشر والأربعة وعشرون عاماً، ونسبة 23.5% كانت واقعةً في الفئة العمرية ما بين الخامسة والعشرون حتى والأربعة وأربعون عاماً، ونسبة 25.5% كانت ما بين الخامسة والأربعون حتى الرابعة والستون، ونسبة 16.7% كانت ضمن فئة الخامسة والستون عاماً فما فوق. وتوزع التركيب الجنسي للسكان بنسبة 46.5% ذكور و53.5% إناث.